# The Vinyl Conflict
The Vinyl Conflict è il secondo box set del gruppo musicale statunitense Slayer, pubblicato il 12 ottobre 2010 dalla American Recordings.

## Il disco
Contiene le rimasterizzazioni di tutte le pubblicazioni del gruppo attraverso la American Recordings, partendo quindi dal terzo album in studio Reign in Blood (1986) fino a World Painted Blood (2009), comprendendo anche l'album dal vivo Decade of Aggression del 1991 e l'album di cover Undisputed Attitude del 1996.

## Tracce

### Reign in Blood
- Lato A

1. Angel of Death – 4:51 (Jeff Hanneman)
2. Piece by Piece – 2:02 (Kerry King)
3. Necrophobic – 1:40 (Jeff Hanneman, Kerry King)
4. Altar of Sacrifice – 2:50 (testo: Kerry King – musica: Jeff Hanneman)
5. Jesus Saves – 2:54 (testo: Kerry King – musica: Jeff Hanneman, Kerry King)

- Lato B

1. Criminally Insane – 2:20 (Jeff Hanneman, Kerry King)
2. Reborn – 2:11 (testo: Kerry King – musica: Jeff Hanneman)
3. Epidemic – 2:23 (testo: Kerry King – musica: Jeff Hanneman, Kerry King)
4. Postmortem – 3:27 (Jeff Hanneman)
5. Raining Blood – 4:14 (testo: Jeff Hanneman, Kerry King – musica: Jeff Hanneman)

### South of Heaven
- Lato C

1. South of Heaven – 5:01 (testo: Tom Araya – musica: Jeff Hanneman)
2. Silent Scream – 3:05 (testo: Tom Araya – musica: Jeff Hanneman, Kerry King)
3. Live Undead – 3:50 (testo: Tom Araya, Kerry King – musica: Jeff Hanneman)
4. Behind the Crooked Cross – 3:15 (Jeff Hanneman)
5. Mandatory Suicide – 4:05 (testo: Tom Araya – musica: Jeff Hanneman, Kerry King)

- Lato D

1. Ghosts of War – 3:53 (testo: Kerry King – musica: Jeff Hanneman, Kerry King)
2. Read Between the Lies – 3:20 (testo: Tom Araya, Kerry King – musica: Jeff Hanneman)
3. Cleanse the Soul – 3:02 (testo: Tom Araya, Kerry King – musica: Jeff Hanneman)
4. Dissident Aggressor – 2:35 (Rob Halford) – originariamente interpretata dai Judas Priest
5. Spill the Blood – 4:50 (Jeff Hanneman)

### Seasons in the Abyss
- Lato E

1. War Ensemble – 4:54 (Tom Araya)
2. Blood Red – 2:50 (Tom Araya)
3. Spirit in Black – 4:07 (Kerry King)
4. Expendable Youth – 4:10 (Tom Araya)
5. Dead Skin Mask – 5:20 (Tom Araya)

- Lato F

1. Hallowed Point – 3:24 (Tom Araya, Jeff Hanneman)
2. Skeletons of Society – 4:41 (Kerry King)
3. Temptation – 3:26 (Kerry King)
4. Born of Fire – 3:07 (Kerry King)
5. Seasons in the Abyss – 6:42 (Tom Araya)

### Decade of Aggression
- Lato G

1. Hell Awaits – 6:50 (testo: Kerry King – musica: Jeff Hanneman, Kerry King)
2. The Antichrist – 3:50 (testo: Jeff Hanneman – musica: Jeff Hanneman, Kerry King)
3. War Ensemble – 4:58 (Tom Araya)
4. South of Heaven – 4:25 (Tom Araya)
5. Raining Blood – 2:32 (testo: Jeff Hanneman, Kerry King – musica: Jeff Hanneman)

- Lato H

1. Altar of Sacrifice – 2:48 (testo: Kerry King – musica: Jeff Hanneman)
2. Jesus Saves – 4:12 (testo: Kerry King – musica: Jeff Hanneman, Kerry King)
3. Dead Skin Mask – 4:58 (Tom Araya)
4. Seasons in the Abyss – 7:01 (Tom Araya)
5. Mandatory Suicide – 4:00 (Tom Araya)
6. Angel of Death – 4:52 (Jeff Hanneman)

- Lato I

1. Hallowed Point – 3:36 (Tom Araya, Jeff Hanneman)
2. Blood Red – 2:50 (Tom Araya)
3. Die by the Sword – 3:35 (Jeff Hanneman)
4. Black Magic – 3:28 (testo: Kerry King – musica: Jeff Hanneman, Kerry King)
5. Captor of Sin – 3:34 (Jeff Hanneman, Kerry King)

- Lato J

1. Born of Fire – 3:03 (Kerry King)
2. Postmortem – 4:04 (Jeff Hanneman)
3. Spirit in Black – 4:07 (Kerry King)
4. Expendable Youth – 4:36 (Tom Araya)
5. Chemical Warfare – 5:30 (Jeff Hanneman, Kerry King)

### Divine Intervention
- Lato K

1. Killing Fields – 3:56 (testo: Tom Araya – musica: Kerry King)
2. Sex. Murder. Art. – 1:49 (testo: Tom Araya – musica: Kerry King)
3. Fictional Reality – 3:36 (Kerry King)
4. Dittohead – 2:30 (Kerry King)
5. Divine Intervention – 5:32 (testo: Tom Araya, Paul Bostaph, Jeff Hanneman, Kerry King – musica: Jeff Hanneman, Kerry King)

- Lato L

1. Circle of Beliefs – 4:29 (Kerry King)
2. SS-3 – 4:05 (Jeff Hanneman, Kerry King)
3. Serenity in Murder – 2:35 (testo: Tom Araya – musica: Jeff Hanneman, Kerry King)
4. 213 – 4:51 (testo: Tom Araya – musica: Jeff Hanneman)
5. Mind Control – 3:02 (testo: Tom Araya – musica: Jeff Hanneman, Kerry King)

### Undisputed Attitude
- Lato M

1. Disintegration/Free Money – 1:41 (Eric "Joie" Mastrokolas, Brett Dodwell, Roy Hansen) – originariamente interpretata dai Verbal Abuse
2. Verbal Abuse/Leeches – 1:58 (Eric "Joie" Mastrokolas, Brett Dodwell, Roy Hansen) – originariamente interpretata dai Verbal Abuse
3. Abolish Government/Superficial Love – 1:48 (Jack Grisham, Todd Barnes, Ron Emory, Mike Roche) – originariamente interpretata dai T.S.O.L.
4. Can't Stand You – 1:27 (Jeff Hanneman)
5. Ddamm – 1:01 (Jeff Hanneman)
6. Guilty of Being White – 1:07 (Ian MacKaye, Jeff Nelson, Lyle Preslar, Brian Baker) – originariamente interpretata dai Minor Threat
7. I Hate You – 2:16 (Eric "Joie" Mastrokolas, Brett Dodwell, Roy Hansen) – originariamente interpretata dai Verbal Abuse
8. Filler/I Don't Want to Hear It – 2:28 (Ian MacKaye, Jeff Nelson, Lyle Preslar, Brian Baker) – originariamente interpretata dai Minor Threat
9. Spiritual Law – 3:00 (Casey Royer, Fred Traccone, Rikk Agnew, Alfonso Agnew, John Calabro, John Wilson Knight) – originariamente interpretata dai D.I.

- Lato N

1. Sick Boy – 2:13 (Colin Abrahall, Colin Blyth, Ross Lomas, Andrew Williams) – originariamente interpretata dai G.B.H.; presente nell'edizione europea
2. Mr. Freeze – 2:24 (Kyle Toucher) – originariamente interpretata dai Dr. Know
3. Violent Pacification – 2:38 (Kurt Brecht, Spike Cassidy) – originariamente interpretata dai D.R.I.
4. Richard Hung Himself – 3:22 (Casey Royer, Fred Traccone) – originariamente interpretata dai D.I.
5. I'm Gonna Be Your God – 2:58 (David Alexander, Scott Asheton, Ron Asheton, James Osterberg) – originariamente interpretata dai The Stooges
6. Gemini – 4:53 (testo: Tom Araya – musica: Kerry King)

### Diabolus in Musica
- Lato O

1. Bitter Peace – 4:32 (Jeff Hanneman)
2. Death's Head – 3:34 (Jeff Hanneman)
3. Stain of Mind – 3:24 (testo: Kerry King – musica: Jeff Hanneman)
4. Overt Enemy – 4:41 (Jeff Hanneman)
5. Perversions of Pain – 3:33 (testo: Kerry King – musica: Jeff Hanneman)
6. Love to Hate – 3:07 (testo: Jeff Hanneman, Kerry King – musica: Jeff Hanneman)

- Lato P

1. Desire – 4:20 (testo: Tom Araya – musica: Jeff Hanneman)
2. In the Name of God – 3:40 (Kerry King)
3. Scrum – 2:16 (testo: Kerry King – musica: Jeff Hanneman)
4. Screaming from the Sky – 3:12 (testo: Tom Araya, Jeff Hanneman, Kerry King – musica: Jeff Hanneman)
5. Point – 4:11 (testo: Kerry King – musica: Jeff Hanneman)

### God Hates Us All
- Lato Q

1. Darkness of Christ – 1:30 (testo: Kerry King – musica: Jeff Hanneman)
2. Disciple – 3:37 (testo: Kerry King – musica: Jeff Hanneman)
3. God Send Death – 3:46 (testo: Tom Araya, Jeff Hanneman – musica: Jeff Hanneman)
4. New Faith – 3:05 (Kerry King)
5. Cast Down – 3:28 (Kerry King)
6. Threshold – 2:28 (testo: Kerry King – musica: Jeff Hanneman)
7. Exile – 3:57 (Kerry King)

- Lato R

1. Seven Faces – 3:42 (Kerry King)
2. Bloodline – 3:36 (testo: Tom Araya, Jeff Hanneman – musica: Jeff Hanneman, Kerry King)
3. Deviance – 3:09 (testo: Tom Araya, Jeff Hanneman – musica: Jeff Hanneman)
4. War Zone – 2:46 (Kerry King)
5. Here Comes the Pain – 4:31 (Kerry King)
6. Payback – 3:05 (Kerry King)

### Christ Illusion
- Lato S

1. Flesh Storm – 4:15 (Kerry King)
2. Catalys – 3:07 (Kerry King)
3. Skeleton Christ – 4:22 (Kerry King)
4. Eyes of the Insane – 3:24 (testo: Tom Araya – musica: Jeff Hanneman)
5. Jihad – 3:31 (testo: Jeff Hanneman, Tom Araya – musica: Jeff Hanneman)
6. Consfearacy – 3:07 (Kerry King)

- Lato T

1. Catatonic – 4:53 (Kerry King)
2. Black Serenade – 3:16 (testo: Jeff Hanneman, Tom Araya – musica: Jeff Hanneman)
3. Cult – 4:40 (Kerry King)
4. Supremist – 3:51 (Kerry King)
5. The Final Six – 4:10 (testo: Jeff Hanneman, Tom Araya – musica: Jeff Hanneman)

### World Painted Blood
- Lato U

1. World Painted Blood – 5:53 (testo: Tom Araya, Jeff Hanneman – musica: Jeff Hanneman)
2. Unit 731 – 2:39 (Jeff Hanneman)
3. Snuff – 3:42 (Kerry King)
4. Beauty Through Order – 4:36 (testo: Tom Araya, Jeff Hanneman – musica: Jeff Hanneman)
5. Hate Worldwide – 2:52 (Kerry King)

- Lato V

1. Public Display of Dismemberment – 2:34 (Kerry King)
2. Human Strain – 3:09 (testo: Tom Araya, Jeff Hanneman – musica: Jeff Hanneman)
3. Americon – 3:22 (Kerry King)
4. Psychopathy Red – 2:26 (Jeff Hanneman)
5. Playing with Dolls – 4:13 (testo: Tom Araya, Jeff Hanneman, Kerry King – musica: Jeff Hanneman)
6. Not of This God – 4:20 (Kerry King)

## Formazione
- Tom Araya – voce, basso
- Kerry King – chitarra
- Jeff Hanneman – chitarra
- Dave Lombardo – batteria (eccetto da Divine Intervention a God Hates Us All)
- Paul Bostaph – batteria (da Divine Intervention a God Hates Us All)